# Robert Browning
Robert Browning (Camberwell, Surrey, 7 de maig de 1812 - Venècia, 12 de desembre de 1889) va ser un poeta i dramaturg anglès.
Fill únic de Robert i Sarah Browning, va créixer en un ambient d'amplis recursos literaris gràcies a l'afició del seu pare, un empleat de banca ben pagat, a col·leccionar llibres, molts d'ells poc coneguts i antics, i l'estímul que aquest li va oferir en el seu interès per l'art i la literatura. Es va convertir en un gran admirador dels poetes romàntics, particularment de Shelley, a qui aviat va imitar convertint-se en ateu i vegetarià. No obstant això, en l'última etapa de la seva vida recordaria aquest fet com una fase passatgera.
Va ser un precoç estudiant i ja a l'edat de catorze anys parlava amb fluïdesa francès, grec, italià i llatí, així com la seva llengua materna, l'anglès. Als setze va entrar al University College de Londres, el qual va abandonar després del primer curs.

## Obres en anglès
- Pauline: A Fragment of a Confession (1833)
- Paracelsus (1835)
- Strafford (1837)
- Sordello (1840)
- Bells and Pomegranates
  - No I: Pippa Passes (1841)
  - No. II: King Victor and King Charles (1842)
  - No. III: Dramatic Lyrics (1842)
- Porphyria's Lover
- Soliloquy of the Spanish Cloister
- My Last Duchess
- The Pied Piper of Hamelin
- The Ring and the Book (1868)